# 曹鑑倫
曹鑑倫（1649年—1711年），字彝士，號蓼懷、忝齋，浙江嘉興府嘉善縣人，清朝大臣、詩人，嘉善曹氏出身，官至從二品的吏部左侍郎，著有《忝齋詩稿》等，擔任《三朝國史》、《政治典訓方略》、《大清一統志》副總裁。曾任康熙二十三年（1684年）山東鄉試正考官及康熙三十五年（1696年）順天鄉試正考官、內閣學士、日講起居注官、經筵講官等。
祖父為南明禮部左侍郎兼侍讀學士曹勳，父親是被時人稱為「江左曹生」的廩生曹爾坊，伯父為「清八大詩家」，官至翰林院侍講學士曹爾堪，女婿則是東閣大學士、軍機大臣徐本。

## 生平
康熙十四年（1675年），27歲的曹鑑倫，在該年的順天鄉試高中舉人，該年的正考官為康熙十二年的狀元韓菼。

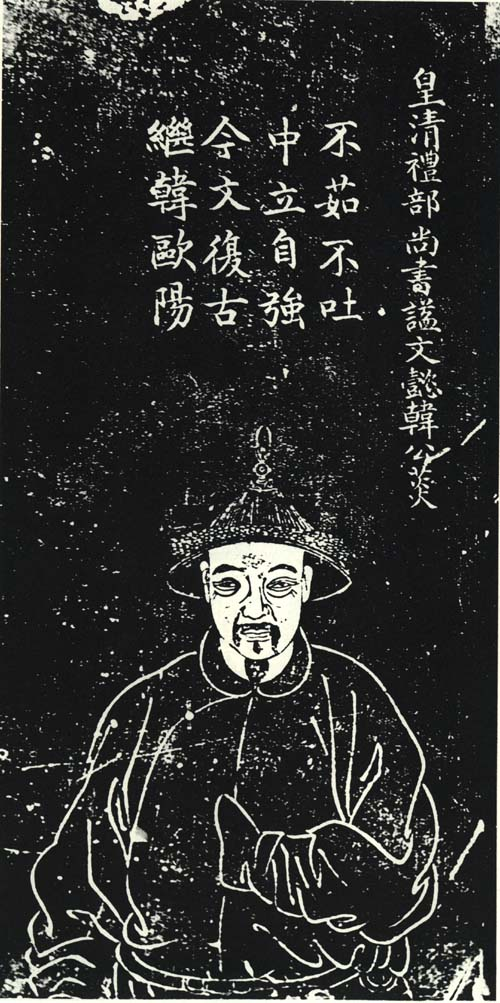
禮部尚書韓菼

### 翰林院期間
康熙十八年（1679年），31歲的曹鑑倫在殿試中取得二甲第七名的成績，被賜予進士出身的身分，同年五月初二日（1679年6月9日），被選拔為該屆三十二名庶吉士之一。
康熙二十年七月二十八日（1681年9月10日），在翰林院散館考試以後，33歲的曹鑑倫被授予正七品的翰林院編修。
康熙二十三年七月十七日（1684年8月27日），36歲的翰林院編修曹鑑倫，被派任為該年山東鄉試正考官，由戶部主事李孔嘉擔任副考官。
康熙二十八年三月二十八日（1689年4月17日），41歲的翰林院編修曹鑑倫，與侍講王頊齡充日講起居注官。
康熙三十五年八月初六日（1696年年9月1日），48歲的從四品翰林院侍講學士曹鑑倫，再次被派任為順天鄉試正考官，由侍講張希良擔任副考官。

### 進入中樞
康熙三十九年九月十三日（1700年年10月24日），52歲的正四品詹事府少詹事曹鑑倫，升任為從二品的內閣學士，並按照慣例，兼禮部侍郎銜。

### 六部堂官
康熙四十三年十一月十三日（1704年12月9日），56歲的內閣學士曹鑑倫，升任為兵部右侍郎。
康熙四十五年四月二十八日（1706年6月8日），58歲的曹鑑倫，轉任為兵部左侍郎。
康熙四十七年正月二十日（1708年2月11日），60歲的曹鑑倫，遷任為吏部左侍郎管吏部右侍郎事，同年充經筵講官。
康熙五十年（1711年）去世，享年63歲。

## 作品
- 〈夏日聽鶯〉：「曉來閒自囀，誤認是殘春。樹密看難見，風高聽始真。玉簫疑上苑，箏柱出西秦。留得餘聲在，煙花已作塵。」[12]
- 〈舟行喜晴〉：「濃綠誰家柳，深藏茅屋低。溪花含日笑，谷鳥向人啼。草浅嘶驕馬，村深叫午雞。一番春雨足，新筍竟冲泥。」[13]
- 〈木樨庵曉發〉：「曉日穿雲起，晴煙帶雨收。霜清黃葉落，水淺白魚游。客里經三伏，愁中度一秋。故園有殘菊，肯為我歸留。」[13]
- 〈泊富春驛散步〉：「徑仄荒榛滿，循溪問路迷。長松危石畔，古寺夕陽西。雙塔高峰並，孤帆落日低。山僧扶杖語，虎跡到前溪。」[13]
- 〈泰安道中〉：「林排障錦為屏，得得輪蹄渡淺汀。野蝶穿花晴散粉，新鶯坐樹暗梳翎。柳條風動搖官綠，岱色雲開擁帝青。擬上丹梯凌絕頂，眼空霄漢望滄溟。」[13]
- 〈泰安至張夏馬上口占〉：「風物當春競鬥芳，客途聊此破愁腸。山曾識面青常好，鳥不知名啼自長。流水無聲穿細澗，落英有意出危牆。懶開白眼紅塵里，卻愛桃花似故鄉。」[13]
- 〈北征大功告成紀事〉：「風雷隱隱護周廬，五采龍文護帝車。泉出旌門珠瀑卷，草迎行殿綠雲舒。九盤夜渡黃河水，三略朝提玉帳書。漢將莫夸臨瀚海，聖人親已到狼胥。」[13]

## 來往
- 翰林院檢討朱彝尊
  - 《曹贊善鑑倫移居詩》：「後園虛閣壓城濠，濺瀑跳珠閘口牢。正好憑欄看洗象，玉河新水一時高。」[14]
- 廬州府知府張純修
  - 《皇清誥授中憲大夫江南廬州府知府加五級見陽張公墓誌銘》

## 家庭
- 子：
  - 曹源祁，貢生[15]
  - 曹源郁，康熙三十二年（1693年）癸酉科副榜貢生，雍正元年舉孝廉方正，以父母年老的原因辭去，選授正八品廣元縣儒學教諭，第二年卒於官[1][15]
  - 曹源郊（？-1726），字東牧，康熙五十七年（1718年）戊戌科進士，庶吉士，官至正七品翰林院編修，曾任貴州、廣東鄉試副考官，著有《桂園詩集》[15][16]
  - 曹源邦：康熙五十三年（1714年）甲午科舉人，正七品雲陽縣知縣[15]
- 孫：
  - 曹庭棟（1700-1785），貢生，曹源郁之子，清代中期著名文人、養生學家，著有《老老恆言》、《易準》、《孝經通釋》等[1]